# Hoppla, jetzt kommt Eddie
Hoppla, jetzt kommt Eddie ist ein deutscher Spielfilm in Schwarzweiß aus dem Jahr 1958. Regie führte Werner Klingler. Eddie Constantine spielte die Titelrolle. Das Drehbuch stammt von Curt J. Braun und beruht auf einer Idee von Hans-Fritz Köllner. In der Bundesrepublik Deutschland kam der Streifen das erste Mal am 11. Juni 1958 in die Kinos. 

## Handlung
Eddie Petersen hat den Auftrag erhalten, auf die beiden Schwestern Gonzales, Töchter eines mittelamerikanischen Ölmagnaten, samt deren Freundin Juanita Perez und ihrer gemeinsamen Reisebegleiterin Maria Mattoni aufzupassen und ihnen Hamburg zu zeigen. Als er am Tag darauf die Damen in ihrem Hotel abholen will, sind diese nicht mehr auffindbar. Eddie selbst hat die Nacht nach einem Überfall brutal zusammengeschlagen im Keller eines zwielichtigen Etablissements verbracht und sich am Morgen nur mühsam befreien können. Nun lässt er keine Zeit verstreichen und macht sich auf die Suche nach den Damen. Bald wird ihm klar, dass der „Diplomat“ Manuel Fanton und seine Bande als Verbrecher in Frage kommen. Zunächst führt ihn die Spur nach Travemünde, wo er die Entführten jedoch nicht finden kann. Zurück in Hamburg stattet er als erstes dem Wirt der „Roten Katze“ einen Besuch ab in der Hoffnung, von ihm Näheres zu erfahren, zumal er in dessen Keller unfreiwillig eine Nacht verbringen „durfte“. Bei der Gelegenheit steckt ihm eine Bardame die Nachricht zu, dass der Keller schon wieder belegt ist. Die „Inhaftierte“ heißt Maria Mattoni und dankt ihrem Befreier.
Die neue Spur nach den Verschwundenen führt Eddie nach Kopenhagen. Dort findet er erst zwei falsche Schwestern Gonzales und eine falsche Juanita Perez, später aber die richtigen Schwestern. Juanita Perez jedoch ist nicht auffindbar. Nach etlichen Turbulenzen und dem Gebrauch seiner harten Fäuste schafft es Eddie dann aber doch noch, den Fall für seinen Auftraggeber im Umkreis von Hamburg zufriedenstellend zu Ende zu bringen: Fanton und seine Kumpane steuern den Frauenschwarm samt Gefolge auf einer Motorjacht die Elbe hinunter, um sie bei passender Gelegenheit unschädlich zu machen. Die Wasserschutzpolizei wird aber auf den Coup aufmerksam, befreit Eddie und die Frauen aus der misslichen Lage und bringt die Ganoven hinter Gitter.

## Produktionsnotizen
Die Außenaufnahmen entstanden in den Städten Hamburg, Travemünde und Kopenhagen. Die Filmmusik und der in dem Streifen gesungene Foxtrott „Hoppla, Eddie“ wurden von Michael Jary komponiert. Bruno Balz hatte den Text dazu geschrieben. Von Hanns H. Kuhnert und Wilhelm Vorwerg stammten die Filmbauten.

## Kritik
„Eddie Constantine als Fremdenführer, Amateurdetektiv und tollkühner Hans Dampf in allen Gassen, der diesmal in Hamburg mit Faust und Charme schwere Jungs und leichte Mädchen aufs Kreuz legt. Ein trockener deutscher Neuaufguß der seinerzeit populären französischen Kriminalgrotesken.“

## Quelle
- Programm zum Film aus dem Verlag Das Neue Film-Programm, Mannheim, Nr. 3959